# エムデン (軽巡洋艦・3代)
|           |                                                                                                  |
| 艦歴      |                                                                                                  |
| 発注:     | 1921年にヴィルヘルムスハーフェンに発注                                                           |
| 起工:     | 1921年12月8日                                                                                    |
| 進水:     | 1925年1月7日                                                                                     |
| 就役:     | 1925年10月25日                                                                                   |
| 退役:     | 1945年4月26日                                                                                    |
| その後:   | 1945年5月3日に自沈                                                                               |
| 除籍:     |                                                                                                  |
| 前級:     | ケルン級軽巡洋艦                                                                                 |
| 次級:     | ケーニヒスベルク級軽巡洋艦                                                                       |
| 性能諸元  |                                                                                                  |
| 排水量:   | 基準：5,300トン 満載：6,990トン                                                                  |
| 全長:     | 155.1 m                                                                                          |
| 水線長    | 150.5 m                                                                                          |
| 全幅:     | 14.2 m                                                                                           |
| 吃水:     | 基準：5.15 m 満載：5.93m                                                                         |
| 機関:     | 海軍型石炭専焼水管缶4基＆同重油専焼水管缶6基 +ブラウン・ボベリー式ギヤードタービン2基2軸推進     |
| 最大出力: | 45,900shp                                                                                        |
| 最大速力: | 29.5ノット（54.6 km/h）                                                                          |
| 航続性能: | 18ノット/5,200海里                                                                               |
| 燃料:     | 石炭：875トン 重油：1,170トン                                                                    |
| 乗員:     | 483名                                                                                            |
| 兵装:     | 15cm（45口径）単装速射砲8基 8.8cm（45口径）単装高角砲3基 50cm連装魚雷発射管2基                   |
| 装甲:     | 舷側：50mm（水線部） 主甲板：20mm（平坦部）40mm（傾斜部） 主砲防盾：20mm 司令塔：100mm（最厚部） |

エムデン (Emden) は、ヴァイマル共和国軍が建造した巡洋艦で、同型艦はない。
本艦は、第一次世界大戦後のドイツ（ヴァイマル共和政）で最初に建造された軽巡洋艦であり、エムデンの名を持つ3隻目の艦である。

## 概要
本艦は自国の沿岸警備のために建造された軽巡洋艦である。実際には練習艦として運用され、世界各地を訪問した。基本的な設計はドイツ帝国海軍時代のケルン級軽巡洋艦に採り、戦訓に基づいた改正が行われた。船体の建造には従来のリベット留めではなく、電気溶接を多用して軽量化している。列強各国の軽巡洋艦と比較して特筆すべき性能はなかったが、世界大戦後のドイツ海軍技術発達の起点となったという意味で、意義深い軍艦である。

## 艦形

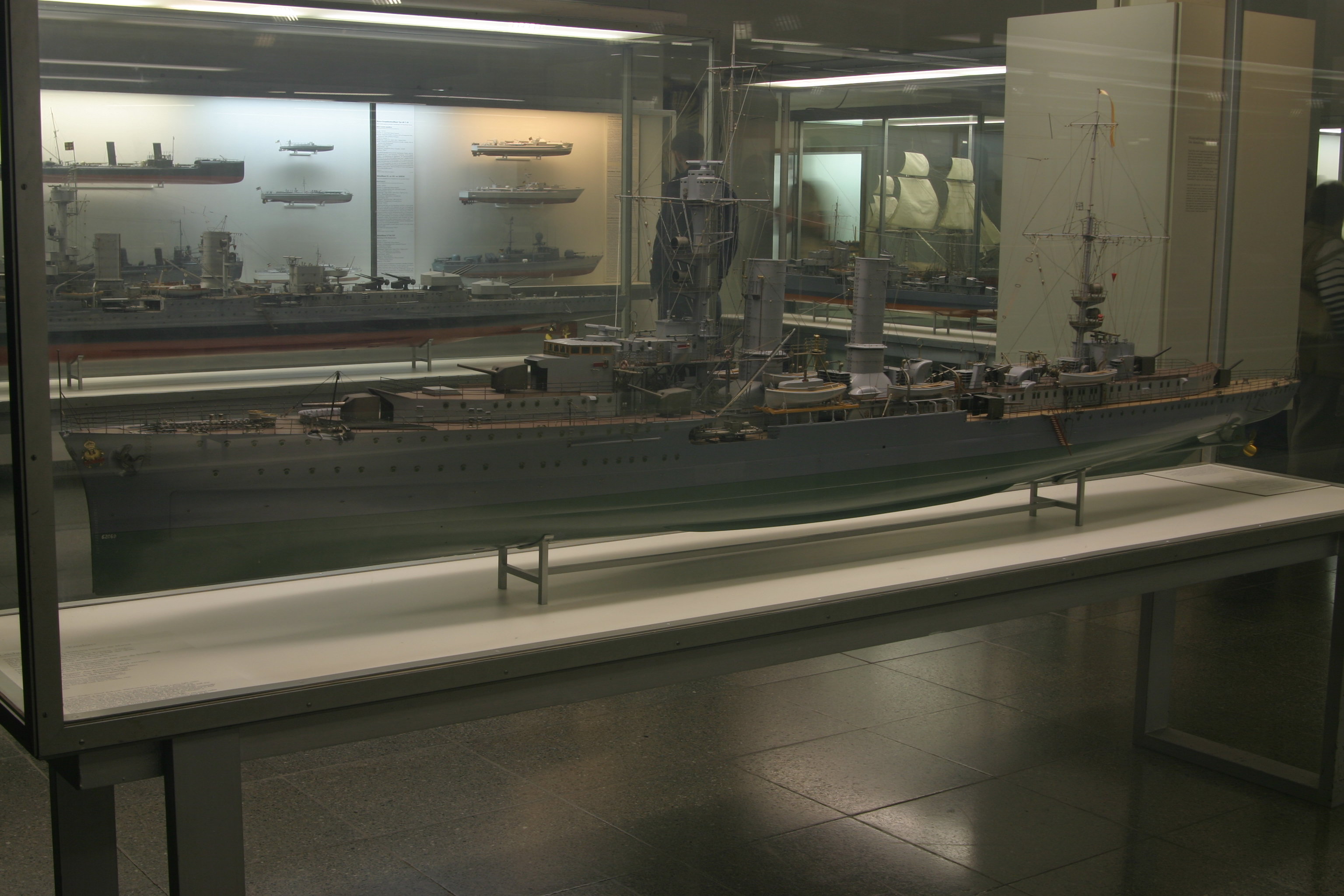
本艦の模型。

本型の船体形状は平甲板型船体となっており、艦首形状は前型のケルン級軽巡と同じクリッパー型艦首を備える。排水量は5,000トン台となり大型化された。
連合国監視委員会の干渉により、本艦の武装には制限が加えられていた。
艦の構造を前部から記述すると、全くシア（反り返り）の無い艦首甲板上に主砲の「15.2cm（45口径）速射砲」を防盾の付いた単装砲架で1基が配置され、その後方から上部構造物が始まり、波避けの後に2番主砲が1基配置された。
司令塔を下部に組み込んだ操舵艦橋の背後には、見張り所を持つ単脚式の前部マストが立つ。船体中央部に2本煙突が立つ。その周囲には艦載艇置き場となっており、艦載艇は2本1組のボート・ダビットが片舷2組で計4組により運用された。元甲板上の下の主甲板上に50cm連装魚雷発射管が片舷1基ずつ計2基が配置された。2番煙突の後方の甲板上に45口径8.8cm高角砲が2基配置された。
左右の舷側甲板上に15.2cm速射砲が防盾の付いた単装砲架で片舷2基ずつが配置された。後部甲板上に簡素な後部マストと後部見張所が設けられ、後向きに15.2cm速射砲が背負い式に2基が配置された。
後述する本艦と古鷹型重巡洋艦「加古」との交換見学会が開かれた際、「エムデン」の図面の一部が日本側に提供された。

## 艦歴
第一次世界大戦後に成立したヴァイマル共和政において、ヴァイマル共和国軍が建造した軽巡洋艦である。「エムデン」は旧式巡洋艦ニオベ (SMS Niobe) の代艦として、ヴィルヘルムスハーフェン工廠で建造される。1921年（大正10年）12月8日に起工され、1925年（大正14年）1月7日 に進水し、10月25日に就役した。ドイツ共和国海軍が運用した。初代艦長はリヒャルド・フェルスター大佐であった。
第二次世界大戦前は主に練習艦として使用され、1926年から1939年の間、大西洋、太平洋、地中海を幾度も航海した。1926年（大正15年）11月中旬にドイツを出発、東回りで遠洋航海が始まる。1927年（昭和2年）5月、フェルスター艦長の指揮下で大日本帝国の各地を訪問した。
5月24日から30日まで横浜港に滞在する。
26日にはエムデン乗組員が横須賀を訪問し、戦艦長門、重巡古鷹、記念艦三笠を見学した。
日本側関係者の観察では「三笠ガ最感動ヲ與ヘタリ」であったという。また岡田啓介海軍大臣邸宅で開催されたエムデン乗組員歓迎会に鈴木貫太郎軍令部総長が出席するなど、日本側は様々な歓待をおこなった。後日、フェルスター艦長は海軍大将に昇進したあと引退し、ベルリン日本研究所や日独協会の責任者を務めている。
1930年代に高角砲や機銃が増設された。1933年から34年に大規模改装をおこない、4基の石炭専燃缶を重油専燃缶に換装、魚雷装備の強化、マストや煙突の改修をおこなった。また、第二次世界大戦中には15cm砲を45口径砲から48口径C36単装砲へ換装、8.8cm高角砲を10.5cm高角砲へ換装、対空火器を増設するなどの改装が行われた。
1931年（昭和6年）6月下旬、「エムデン」は二度目の訪日をはたし、日本海軍関係者はドイツの造船技術に注目した。
そこで「エムデン」と同時期に完成した古鷹型重巡洋艦「加古」との交換見学会が開かれた。
7月2日、海軍関係者10名は横浜港で「エムデン」に乗艦する。球磨型軽巡洋艦と同規模であるが余裕のある構造であり、防御に重点を置いているのではと推測している。また「エムデン」は古鷹型の同時期竣工にもかかわらず、当時の日本では使われていなかった電気溶接を多用している事にも触れている。日本側に『羨望の極み』と云わしめた点もあった。
ナチスの権力掌握後、再軍備宣言によりドイツ国防軍 (Wehrmacht) が成立、共和国海軍はドイツ海軍 (Kriegsmarine) となった。
1936年（昭和11年）10月10日、ドイツを出発、地中海を経由してインド洋に進出し、東回りで遠洋航海に出発する。
1937年（昭和12年）1月にも再び来日（1月18日）。同年1月21日、昭和天皇は宮城鳳凰の間において、当時のエムデン艦長ワルター・ローマン大佐および特命全権大使ヘルベルト・フォン ディルクセン等と謁見した。22日、エムデン艦長や士官および生徒は横須賀港に停泊中の戦艦山城を訪問、艦内や相撲（武技実演）を見学した。

### 第二次世界大戦
「エムデン」は1939年（昭和14年）9月3日に機雷敷設任務を終え、機雷を積むためヴィルヘルムスハーフェンに戻っていたところ、9月4日にイギリス軍のブリストル ブレニム爆撃機10機が来襲した。4機が「エムデン」に対して爆弾を投下したが命中はしなかった。しかし、被弾した爆撃機1機が「エムデン」に衝突した。さらに、爆弾の破片でも被害が生じ、29名が死亡し、30名が負傷した。
1940年（昭和15年）4月のノルウェー侵攻作戦（ヴェーザー演習作戦）にはオスロ攻撃部隊として参加、クメッツ提督指揮下の同部隊は重巡ブリュッヒャー (DKM, Blücher) が沈没、ポケット戦艦（重巡）リュッツオウ (DKM, Lützow) が潜水艦の雷撃で大破するなど、大損害を受けた（オスロフィヨルドの戦い）。その後はバルト海で主に練習艦として使われた。1944年（昭和19年）には対空兵装を強化した。1945年（昭和20年）1月、東プロイセンのケーニヒスベルクにソ連軍が迫った。同市のシーシャウ・ウェルケで入渠中だったエムデンは、ドイツ北部やデンマークへのドイツ軍兵士や市民の避難を手伝った。またタンネンブルク記念公園に埋葬されていたパウル・フォン・ヒンデンブルク大統領と妻ゲルトルード・フォン・ヒンデンブルグの柩の西ドイツ移送にも協力した。
同年4月10日キール軍港で被爆し、14日座礁、26日に除籍。5月3日自沈した。

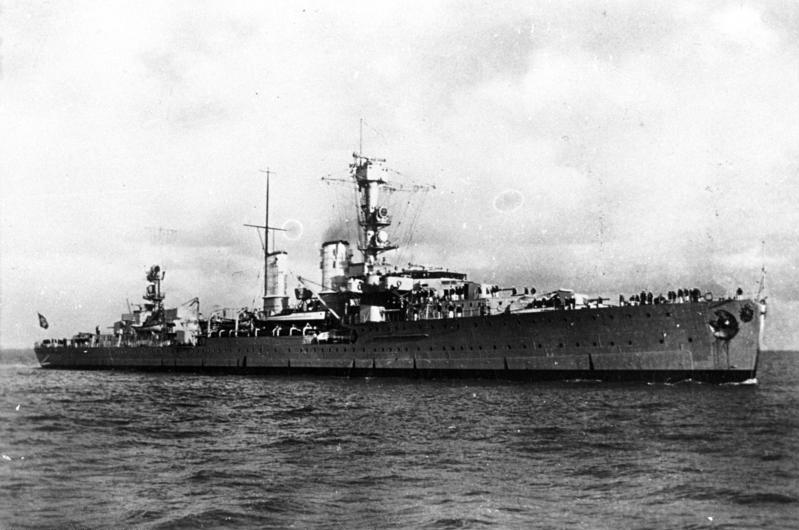
1930年代に撮影されたエムデン